# FIPA d'or
Le FIPA d'or est la récompense suprême décernée lors du festival international des programmes audiovisuels (FIPA) qui se déroule à Biarritz depuis 1987.

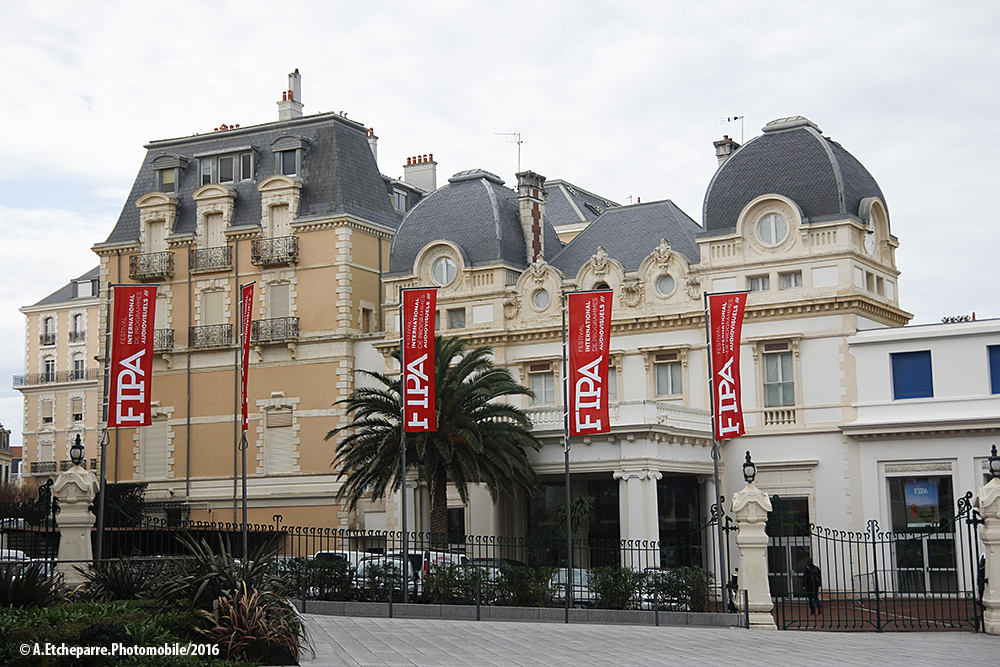
Festival international de programmes audiovisuels à Biarritz en 2016

## Palmarès

### Fictions
| Année | Film                                      | Titre original | Réalisateur                      | Pays             |
| ----- | ----------------------------------------- | -------------- | -------------------------------- | ---------------- |
| 1991  | Shalom, General                           |                | Andreas Gruber                   | Autriche         |
| 1992  | La seducción del caos                     |                | Basilio Martín Patino            | Espagne          |
| 1993  | C'était la guerre                         |                | Maurice Failevic & Ahmed Rachedi | France & Algérie |
| 1994  | Le Péril jeune                            |                | Cédric Klapisch                  | France           |
| 1995  | Russkiy regtaym                           |                | Sergey Ursulyak                  | Russie           |
| 1996  | Life After Life                           |                | Tim Fywell                       | Royaume-Uni      |
| 1997  | If These Walls Could Talk                 |                | Cher & Nancy Savoca              | États-Unis       |
| 1998  | The Second Civil War                      |                | Joe Dante                        | États-Unis       |
| 1999  | Le Petit Voleur                           |                | Érick Zonca                      | France           |
| 2000  | Warriors, l'impossible mission            | Warriors       | Peter Kosminsky                  | Royaume-Uni      |
| 2001  | Fatou la Malienne                         |                | Daniel Vigne                     | France           |
| 2002  | Do Not Go Gentle                          | Oed yr addewid | Emlyn Williams                   | Royaume-Uni      |
| 2003  | Mon père                                  | Mein vater     | Andreas Kleinert                 | Allemagne        |
| 2004  | Holy Cross                                |                | Mark Brozel                      | Royaume-Uni      |
| 2005  | Mein Vater, meine Frau und meine Geliebte |                | Michael Kreihsl                  | Autriche         |
| 2006  | Mein Mörder                               |                | Elisabeth Scharang               | Autriche         |
| 2007  | Franz+Polina                              |                | Mikhaïl Segal                    | Russie           |
| 2008  | Le Septième Juré                          |                | Edouard Niermans                 | France           |
| 2009  | Ihr könnt Euch niemals sicher sein        |                | Nicole Weegmann                  | Allemagne        |
| 2010  | Anvers                                    |                | Martijn Maria Smits              | Pays-Bas         |
| 2011  | Majka asfalta                             |                | Dalibor Matanic                  | Croatie          |
| 2012  | Les Cinq Parties du monde                 |                | Gérard Mordillat                 | France           |
| 2013  | Zappelphilipp                             |                | Connie Walther                   | Allemagne        |
| 2014  | 3 x Manon                                 |                | Jean-Xavier de Lestrade          | France           |
| 2015  | Marvellous                                |                | Julian Farino                    | Royaume-Uni      |
| 2016  | Birthday                                  |                | Rober Michell                    | Royaume-Uni      |
| 2017  | NW                                        |                | Saul Dibb                        | Royaume-Uni      |

### Séries
| Année | Film                         | Titre original         | Réalisateur                                        | Pays        |
| ----- | ---------------------------- | ---------------------- | -------------------------------------------------- | ----------- |
| 2001  | Det nya landet               |                        | Geir Hansteen Jörgensen                            | Suède       |
| 2002  | The Russian Bride            |                        | Nick Renton                                        | Royaume-Uni |
| 2003  | La guerra è finita           |                        | Lodovico Gasparini                                 | Italie      |
| 2004  | Cidade dos homens            |                        | Cesar Charlone Katia Lund et Paulo Lins            | Brésil      |
| 2005  | Gunpowder, treasin and plot  |                        | Gillies MacKinnon                                  | Irlande     |
| 2006  | Cefalonia                    |                        | Riccardo Milani                                    | Italie      |
| 2007  | V kruge pervom               |                        | Gleb Panfilov                                      | Russie      |
| 2008  | Upp till kamp                |                        | Mikael Marcimain                                   | Suède       |
| 2009  | L'Empereur du goût           | De Smaak van De Keyser | Jan Matthys et Frank Van Passel                    | Belgique    |
| 2010  | Occupation                   |                        | Nick Murphy                                        | Royaume-Uni |
| 2011  | Borgen, une femme au pouvoir | Borgen                 | Søren Kragh-Jacobsen                               | Danemark    |
| 2012  | Kaboul Kitchen               |                        | Frédéric Berthe, Jean-Patrick Benes, Allan Mauduit | France      |
| 2013  | Utopia                       |                        | Marc Munden                                        | Royaume-Uni |
| 2014  | Arvingerne                   |                        | Pernilla August                                    | Danemark    |
| 2015  | Happy Valley                 |                        | Sally Wainwright, Euros Lyn, Tim Fywell            | Royaume-Uni |
| 2016  | Historia de un clan          |                        | Luis Ortega                                        | Argentine   |

### Interprètes

#### Fictions
| Année | Interprète féminine | Interprète féminine      | Interprète féminine | Interprète masculin      | Interprète masculin  | Interprète masculin |
| Année | Actrice             | Fiction                  | Pays                | Acteur                   | Fiction              | Pays                |
| ----- | ------------------- | ------------------------ | ------------------- | ------------------------ | -------------------- | ------------------- |
| 2001  | Merce Aranega       |                          |                     | Dominique Horwitz        |                      |                     |
| 2002  | Juul Vrijdag        |                          |                     | Stewart Jones            |                      |                     |
| 2003  | Marthe Keller       |                          |                     | Robin Renucci            |                      |                     |
| 2004  | Zara Turner         |                          |                     | Serge Riaboukine         |                      |                     |
| 2005  | Brenda Blethyn      |                          |                     | Bernard-Pierre Donnadieu |                      |                     |
| 2006  | Wendy Crewson       |                          |                     | Daniel Russo             |                      |                     |
| 2007  | Susan Lynch         |                          |                     | Jim Broadbent            |                      |                     |
| 2008  | Claudia Michelsen   |                          |                     | Jean-Pierre Darroussin   |                      |                     |
| 2009  | Marieke Dilles      |                          |                     | Baruch Brener            |                      |                     |
| 2010  | Michelle Barthel    |                          |                     | Frantisek Nemec          |                      |                     |
| 2011  | Marija Skaricic     |                          |                     | Mehdi Dehbi              |                      |                     |
| 2012  | Silke Bodenbender   | Vater Mutter Mörder      | Allemagne           | Léo-Paul Salmain         | La Mer à l'aube      | France              |
| 2013  | Julieta Cardinali   | Carta a Eva              | Espagne             | Bernard Le Coq           | La Dernière Campagne | France              |
| 2014  | Emily Watson        | The Politician's Husband | Royaume-Uni         | Eduard Fernández         | Barefoot on Red Soil | Allemagne           |

#### Séries
| Année | Interprète féminine                       | Interprète féminine   | Interprète féminine | Interprète masculin | Interprète masculin  | Interprète masculin |
| Année | Actrice                                   | Série                 | Pays                | Acteur              | Série                | Pays                |
| ----- | ----------------------------------------- | --------------------- | ------------------- | ------------------- | -------------------- | ------------------- |
| 2012  | Nathalie Baye                             | Les Hommes de l'ombre | France              | Richy Müller        | Alexandra : Disparue | Allemagne           |
| 2013  | Ghita Nørby Marianne Nielsen Mariann Hole | Halvbroren            | Norvège             | Frank Kjosas        | Halvbroren           | Norvège             |
| 2014  | Helen McCrory                             | Peaky Blinders        | Royaume-Uni         | Cillian Murphy      | Peaky Blinders       | Royaume-Uni         |

### Meilleur scénario

#### Fictions
| Année | Film                        | Titre original                     | Scénariste              | Pays        |
| ----- | --------------------------- | ---------------------------------- | ----------------------- | ----------- |
| 2001  | Dérives                     |                                    | Christophe Lamotte      | France      |
| 2002  | Toter Mann                  |                                    | Christian Petzold       | Allemagne   |
| 2003  | Kol Ma She'yesh Li          |                                    | Keren Margalit          | Israël      |
| 2004  | La Sainte Croix             | Holy Cross                         | Mark Brozel             | Royaume-Uni |
| 2005  | Allégeance                  | Belonging                          | Christopher Menaul      | Royaume-Uni |
| 2006  | Les Amants du Flore         |                                    | Ilan Duran Cohen        | France      |
| 2007  | En marge des jours          |                                    | Emmanuel Finkiel        | France      |
| 2008  | Mon fils Jack               |                                    | Brian Kirk              | Royaume-Uni |
| 2009  | On n'est jamais sûr de rien | Ihr könnt euch niemals sicher sein | Nicole Weegmann         | Allemagne   |
| 2010  | Clandestin                  |                                    | Arnaud Bédouet          | France      |
| 2011  | Bis nichts mehr bleibt      |                                    | Niki Stein              | Allemagne   |
| 2012  | La Disparition              |                                    | Jean-Xavier de Lestrade | France      |
| 2013  | Carta a Eva                 |                                    | Agustí Villaronga       | Espagne     |
| 2014  | Pass gut auf ihn auf        |                                    | Britta Stöckle          | Allemagne   |

#### Séries
| Année | Film                           | Titre original  | Scénariste                                         | Pays        |
| ----- | ------------------------------ | --------------- | -------------------------------------------------- | ----------- |
| 2001  | Come quando fuori piove        |                 | Mario Monicelli                                    | Italie      |
| 2002  | The Russian Bride              |                 | Nick Renton                                        | Royaume-Uni |
| 2003  | La Guerra è finita             |                 | Lodovico Gasparini                                 | Italie      |
| 2004  | Marcinelle                     |                 | Andrea Frezza, Antonio Frezza                      | Italie      |
| 2005  | Dunkerque                      | Dunkirk         | Alex Holmes                                        | Royaume-Uni |
| 2006  | Une saga moscovite             | Московская сага | Dmitry Barshevsky                                  | Russie      |
| 2007  | Reporters                      |                 | Suzanne Fenn, Ivan Strasburg                       | France      |
| 2008  | Un seul comprimé               | Contergan       | Adolf Winkelmann                                   | Allemagne   |
| 2009  | Sonetaùla                      |                 | Salvatore Mereu                                    | Italie      |
| 2010  | Lo Scandalo della Banca Romana |                 | Stefano Reali                                      | Italie      |
| 2011  | Five Daughters                 |                 | Philippa Lowthorpe                                 | Royaume-Uni |
| 2012  | Kaboul Kitchen                 |                 | Frédéric Berthe, Jean-Patrick Benes, Allan Mauduit | France      |
| 2013  | Parade's End                   |                 | Susanna White                                      | Royaume-Uni |
| 2014  | Arvingerne                     |                 | Maya Ilsøe                                         | Danemark    |

### Documentaires
| Année | Film                                       | Titre original     | Réalisateur                    | Pays            |
| ----- | ------------------------------------------ | ------------------ | ------------------------------ | --------------- |
| 1997  | Les Années Arruza                          |                    | Emilio Maillé                  | France          |
| 2001  | Le Rêve de Sisyphe                         |                    | Faouzia Fekiri                 | Pays-Bas        |
| 2002  | Bikkoboy                                   |                    | Anatoli Balouev                | Russie          |
| 2003  | Purity                                     |                    | Anat Zuria                     | Israël          |
| 2004  | Dites à mes amis que je suis mort          |                    | Nino Kirtadzé                  | France          |
| 2005  | My Grandfather's Murderer                  | Min Morfars Morder | Søren Fauli, Mikala Krogh      | Danemark        |
| 2006  | Sisai                                      |                    | David Gavro                    | Israël          |
| 2007  | Le papier ne peut pas envelopper la braise |                    | Rithy Panh                     | France          |
| 2008  | Sam Dillemans, De Wanzin van het Detail    |                    | Luc Lemaître                   | Belgique        |
| 2009  | Kanun - Blut für die Ehre                  |                    | Marc Wiese                     | Allemagne       |
| 2010  | Fuqin he Ezi                               |                    | Yuan He                        | Chine           |
| 2011  | 77 steps                                   |                    | Ibtisam Salh Mara'ana          | Israël          |
| 2012  | L'Île déserte                              |                    | Steve Thielemans               | Belgique        |
| 2013  | Silence radio                              |                    | Valéry Rosier                  | Belgique France |
| 2014  | Chante ton bac d'abord                     |                    | David André                    | France          |
| 2015  | Pekka                                      |                    | Alexander Oey                  | Pays-Bas        |
| 2016  | Le Siège                                   |                    | Rémy Ourdan et Patrick Chauvel | France          |

### Grands reportages
| Année | Film                                                | Titre original | Réalisateur                          | Pays     |
| 2007  | Rafah, chroniques d'une ville dans la bande de Gaza |                | Stéphane Marchetti, Alexis Monchovet | France   |
| 2010  | Main basse sur le riz                               |                | Jean Crépu, Jean-Pierre Boris        | France   |
| 2014  | Congo Business Case                                 |                | Hans Bouma                           | Pays-Bas |
| 2015  | Taïga                                               |                | Hamid Sardar                         | France   |
| 2016  | La Bataille de Florange                             |                | Jean-Claude Poirson                  | France   |
| ----- | --------------------------------------------------- | -------------- | ------------------------------------ | -------- |

### Musique et spectacles
| Année | Film                            | Titre original | Réalisateur               | Pays               |
| ----- | ------------------------------- | -------------- | ------------------------- | ------------------ |
| 2005  | Le Rossignol                    |                | Christian Chaudet         | France             |
| 2014  | Colin Davis in His Own Words    |                | John Bridcut              | Royaume-Uni        |
| 2015  | Mia Oikogeniaki Ypothesi        |                | Angeliki Aristomenopoulou | Grèce              |
| 2016  | Confession d'un disparu         |                | Petr Vaclav               | République tchèque |
| 2017  | Currentzis. The Classical Rebel |                | Bernhard Fleischer        | Allemagne          |
| 2018  | Marianne Faithfull              |                | Sandrine Bonnaire         | France             |